# Zygaena minos
Zygaena minos este o specie de molie din familia Zygaenidae family. Este întâlnită în majoritatea Europei, exceptând Irlanda, Marea Britanie, Benelux, Peninsula Iberică și Norvegia. Este o specie rară în Danemarca.  Se găsește și în România.

## Descriere
Are o anvergură de 33–37 mm. Adulții zboară între lunile iunie și iulie. Larvele se hrănesc cu Pimpinella saxifraga și specii de Eryngium.

## Subspecii
- Zygaena minos minos
- Zygaena minos normanna Verity 1922
- Zygaena minos peloponnesica Holik, 1937
- Zygaena minos sareptensis Rebel, 1901
- Zygaena minos viridescens Burgeff, 1926